# Cerebral blodcirkulation
Cerebral cirkulation er bevægelsen af blod gennem netværket af cerebrale arterier og vener, hvorved hjernen forsynes. Hastigheden af cirkulationen hos voksne er typisk 750 milliliter per minut, hvilket repræsenterer 15 % af minutvolumen. Arterierne afleverer iltet blod, glykose og andre næringstoffer til hjernen, og venerne fjerner afiltet blod og fører det tilbage til hjertet, fjerner kuldioxid, mælkesyre og andre metaboliske produkter. Eftersom hjernen er meget sårbar for ændringer i dens blodforsyning, har den cerebrale cirkulation mange beskyttelsesmekanismer, blandt andet autoregulering af blodårer og fejl i disse mekanismer kan resultere i et slagtilfælde. Mængden af blod i den cerebrale cirkulation er kendt som den cerebrale blodgennemstrømning. Tilstedeværelsen af tyngdefelter eller acceleration bestemmer også variationen i bevægelsen og distributionen af blod i hjernen, eksempelvis hvis man har hovedet nedad.[kilde mangler]
| Lægevidenskab | Spire Denne artikel om lægevidenskab er en spire som bør udbygges. Du er velkommen til at hjælpe Wikipedia ved at udvide den. |